# ذراع الدار (حالمين)

تعديل مصدري - تعديل

ذراع الدار هي إحدى قرى عزلة حبيل الريدة بمديرية حالمين التابعة لمحافظة لحج، بلغ تعداد سكانها 98 نسمة حسب تعداد اليمن لعام 2004.